# Skopje
Skopje (makedonsk: Скопје, tr. Skopje; serbisk: Скопље, tr. Skoplje;  albansk: Shkup;   tyrkisk: Üsküp) er hovedstaden i Republikken Nordmakedonien.
Byen ligger på bredden af Vardar-floden og mellem bjergene Vodno og Skopska Crna Gora. Byen er 8 km bred og 32 km lang og har ca. 500.000 indbyggere (2002).
Skopje hørte til Jugoslaviens smukkeste byer indtil den 26. juli 1963, da byen blev ramt af en stor katastrofe kl.05:17 om morgenen – et jordskælv som efterlod byen i ruiner med 80% af bygningerne ødelagt. 
Skopje er i dag handelscenter for tobak, uld, frugter og grøntsager, som dyrkes i oplandet. I det hedengangne Jugoslavien var Skopje en vigtig producent af jernprodukter, indtil jernværket blev lukket ned. Skopjes Universitet blev åbnet i 1949.
Skopje (latin: Scupi) var i oldtiden hovedstad i kongeriget Dardanien (Dasaretien), stod en tid lang under Romerriget, 1. Bulgarske Rige og blev i 1282 erobret af serberne og gjort til serbisk hovedstad, derefter af de muslimske osmanner (1392), som gjorde den til nøgleby i det Osmanniske Rige. Senere blev den atter en del af Serbien under Balkankrigene (1912-1913) og forblev som sådan i Kongeriget af Serbere, Kroater og Slovenere (1918), som senere skiftede navnet til Jugoslavien (1929).
I 1991 blev den jugoslaviske republik Nordmakedonien en selvstændig nation, og Skopje fortsatte som landets hovedstad.

## Byens historie

### Antikken
Skopje nævntes første gang af den græske geograf Claudius Ptolomeius under sit gamle navn Scupi i det 3. århundrede f.Kr. og lå på stedet, hvor floden Lepenec løber ind i floden Vardar. Her har arkæologer fundet resterne af Scupi, kun 5 km vest for byens centrum uden for forstaden Zlokukjani. Det gamle Scupi blev indtaget af Tribalerne og senere kontrolleret af Dardanerne, som var en illyrisk stamme. Året 148 f.Kr. kom romerne til Balkan, erobrede Scupi og placerede her deres hær. Derefter blomstrede byen op ikke blot som økonomisk, strategisk og kulturelt center, men også som religiøst center. Herfra spredte kristendommen sig forholdsvis tidligt, og byen fik blev sit eget ærkebispedømme (Arhiepiskopia → Skopje).

### Jordskælvet i 518
I senromersk og byzantinsk tid var det ikke kun barbariske overfald, som skabte problemer for byen: Skopje blev nærmest totalt ødelagt ved et jordskælv året 518, der var den først, som man kender fra byen; i dag er der dagligt små jordskælv i byen. Comes Marcelinius skrev i sine bøger om denne tragedie: "På et øjeblik blev 24 byer ødelagt. Scupi, hovedstaden i Dardanien,  fuldstændigt jævnet med jorden. En revne i jorden på 48 kilometers længde og 4 meters bredde spyede varme dampe". Pragtfulde bygninger, mange offentlige badesteder, templer og det antikke amfiteater, bygget i romersk stil, forsvandt fra jordens overflade. Efter denne tragedie nævnes byen Scupi ikke mere. Arkæologiske fund viser dog, at livet fortsatte i den nordøstlige del af den gamle by. I byzantinsk tid, under Justinian 1. (Flavius Petrus Sabbatius Iustinianus), som regerede i 527-565,  fik Skopje-dalen en ny by kaldet Justiniana Prima. Byen var opkaldt efter sin grundlægger Justinian, som var født i landsbyen Tauresium (i dag: Taor), lidt syd for Skopje.

### 500-tallet: Slavisk indvandring
Under Justinian den 1. begyndte slaviske stammer at ankomme til området. Slottet Crni Zamok (='det Sorte slot') blev bygget på skråningerne af Vodno-bjerget i denne periode og beskrives af historikerne som en forsvarsposition mod slaverne. Ved slutningen af det 6. århundrede erobrede en stamme kaldet 'Beregeziti' (kendt som 'Berziti') byen i året 695 og menes at have omdøbt byen Skopje. Beregeziti-stammen blev senere anerkendt som hersker af området mellem Skopje og Ohrid. Hermed opnåede byen sit præg som overvejende slavisktalende, et træk, som den har bevaret frem til i dag. Som følge af den bulgarske khan Presians erobringer mod syd og sydvest i 837-842 faldt Skopje ind under Det første bulgarske Rige, og under Boris I blev landet kristnet (igen) 863-865 og orienterede sig mod den østromerske fortolkning af kristendommen, det, som senere udviklede sig til den (græsk-)ortodokse kirke. 

### 976-1014: Tsar Samuils rige
I 976 kom tsar Samuil (Kong Samuel) (976-1014) til magten som den første af komitopul-/komit-dynastiets herskere over Det bulgarske rige. Han flyttede hovedstaden fra det bulgarske hovedland til Ohrid i Makedonien, og anses af samme grund af moderne makedonske historikere for en makedonsk hersker under navnet Tsar Samoil. I denne periode — i det 10-11. århundrede — fortsatte Skopje sin vækst. Handelsmænd fra Samuils imperium spredte deres varer til de nærliggende byer, både mod nord og syd, og langs Adriaterhavet. I Samuils regeringsperiode blev Skopje styret af østromerne (byzantinerne), som vendte tilbage fra Konstantinopel (det moderne Istanbul). Senere, i 1004, under et slag mellem tsar Samuils soldater og styrker fra Byzans, overgav han byen til Vasilius den 2.. Efter Samuils naturlige død efter slaget ved Belasica i 1014 (angiveligt i sorg over at se sin hær blændet af deres byzantinske overmænd), gik riget i opløsning gennem de næste fire år, og strenge tider vendte tilbage til byen. Efter det 1. bulgarske riges fald 1018 blev byen igen et eftertragtet strategisk støttepunkt. Indbyggerne måtte mange gange gribe til våben og rejse sig mod besættelsesstyrkerne. Året 1040 udbrød der oprør anført af Petar Deljan, som var nevø af tsar Samuil. Han kæmpede for Skopje og Makedonien, og det lykkedes ham at generobre byen, men kun for en kort periode. Den næste opstand var i 1072 anført af Georgi Vojteh, men også dennes held var kortvarigt.

### 1081-1392: Normannere, bulgarere, byzantinere, serbere
Skopje fik nye herskere i 1081. Normannerne anført af Robert Guiscard ankom via Dyrrachium (i det nordlige Albanien), angreb og besejrede Skopje. Det normanniske herredømme varede i syv år. I 1093 afbrød serbernes hovedstamme Vukan normannernes dominans for en kort periode, hvorefter normannernes grev Boemund Tarenian generobrede hele Polog-dalen, herunder Skopje. Mange andre erobrere fulgte efter ham. Den første af dem var den bulgarske Kaloyan (1204), og 3 år bagefter fulgte Dobromir Strez, som blev i byen til 1215. Efter ham fulgte atter bulgarere, byzantinere og serbere. Theodor Matohit skrev om Skopje i 1299: "Under byens ruiner er en grundmur af de skønneste katedraler jeg nogensinde har set i denne region."
Endnu engang i sin byhistorie blev Skopje til hovedstad, denne gang under den mægtige serbiske stat under Dušan Stefan. Dušan blev kronet i Skopje i 1346. En anden vigtig begivenhed skete i 1349, da Dušans lov blev proklameret og gjorde byen vigtig, ikke blot i politisk forstand, men også kulturelt og som handelscenter.

### 1392 og frem: Under osmannernes åg
I 1392 faldt Skopje i osmanniske hænder. En ukendt munk fra Sankt Teodor-klosteret skrev: "I året 69…., da tyrkerne ankom til Skopje…." (ifølge den nye kalender var det den 19. januar 1392)." Efter de tyrkisktalende osmanners ankomst blev byen omdøbt til Üsküp, som var den tyrkiske variant af byens navn. Med tiden steg indbyggertallet på grund af indvandring af mange tyrkiske familier, hvilket øgede Skopjes rolle som  økonomisk og  politisk center. Frem til år 1453 var Skopje hovedsæde for de tyrkiske sultaner og udviklede sig senere til et handelscenter. Optegnelser viser, at byen allerede i 1469 havde en stor markedsplads med mange forretninger, som blev besøgt af mange rejsende og handelskaravaner, og som bragte varer fra østen. 
Skopje blev ramt igen af en katastrofe i 1555, da nok et jordskælv ødelagde mange huse. Indbyggerne, som var vant til ødelæggelser, betinget af såvel naturen som kulturen, genopbyggede snart byen, og en veneziansk handelsmand skrev: "Skopje dækker et område på 28 km² med flotte huse."  
Den tyrkiske forfatter Evlija Čelebi skrev: "Skopje har 70 bykvarterer med 11.060 huse, som er bygget i et eller to planer. Husene er bygget af sten og ler, tagene er udført i røde tagsten. Gaderne er rene og lige, stenbelagte, og forretningskvarteret er fuldt af latinoer, franskmænd, ungarere og andre. Omkring byen er der 77.000 hektar af privat land med mange vinmarker, som ejes af religiøse foreninger".
Den tyrkiske poet Dilger Zede, som besøgte byen i den 17. århundrede, var betaget af byens skønhed og beliggenhed, og skrev: "Jeg rejste meget igennem landet, og jeg har set mange skønne byer, og jeg er betaget af Allahs velsignelse, men ikke én har imponeret mig så meget som den paradisiske by Skopje, som floden Vardar løber igennem."
Mange historikere nævner, at Skopje i perioden mellem den 15. århundrede og 17. århundrede var en af de rigeste byer på Balkan. Dette var muligt på grund af byens beliggenhed langs gamle handelsveje, og fordi det Osmanniske Riges grænser, og dermed potentielle skuepladser for kamphandlinger, belejringer eller indkvartering af egne soldater, lå langt herfra. Dybt inde i imperiet fik Skopje lov at udvikle sig til et vigtigt økonomisk og kommercielt center. Ifølge nogle kilder var Skopje den rigeste by i hele den europæiske del af det Osmanniske Rige. De fleste indbyggere var slavisktalende makedonere ligesom i landsbyerne på bjerget Skopska Crna Gora, hvor den slaviske levevis og kultur havde bedre muligheder for at overleve. Biskop Marin Diči skrev i 1604, at byen havde omkring 200.000 indbyggere og over 40.000 huse. Måske er disse tal overdrevne, men mange, som rejste igennem Balkan og Makedonien, beskrev Skopje som "en stor by".

### 1689: Skopje brændt af Østrig-ungarsk hær
Den tyrkiske hærs nederlag i det 17. århundrede ved Wiens bymure og dens tilbagetog foran den habsburgske (østrigske) hær ansporede til oprør rundt om i Balkanhalvøens slaviske befolkninger. Den første vellykkede opstand i Makedonien var i Kratovo i 1689 og er kendt som Karpoš-opstanden (Karpoško Vostanie), hvor minearbejdere anført af den legendariske Karpoš vandt den såkaldte "fredelige krig". De befriede byen Kriva Palanka og området op til Veles, Demir Kapija. Oprørerne kom tæt på Skopje, men blev tvunget tilbage af den osmanniske hær, som led mange nederlag og var på tilbagetog fra den habsburgske hær. Den østrigske general Picolomini og hans hær nærmede sig Skopje igennem Kosovo og Kačanik-passet. Denne hændelse havde stor betydning for byens historie. På vej ind i Skopje blev Picolomini betaget af dens skønhed, og han skrev: "Skopje er spændt over et stort område og er lidt smallere end Prag. Byen har omkring 60.000 indbyggere, heriblandt omkring 2.000 jøder."
Picolomini erobrede byen den 25. oktober 1689 uden at møde større modstand. Han ønskede dog ikke at fortsætte sydpå og erobre Makedonien, men at indtage Durrës og Albanien for at nå til havet. Dels som magtdemonstration, dels for at ødelægge dette vigtige holdepunkt for sine osmanniske modstandere besluttede han at nedbrænde byen. En anden grund til denne beslutning var kolera-epidemien, som rasede i byen. Fra Vodno-bjerget betragtede Picolomini nedbrændingen og skrev: "Jeg besluttede, selvom det var ikke let, at brænde byen ned til aske. Jeg er ked af det for de skønne huses skyld, som jeg ikke har set andre steder i denne krig. Moskeerne er bygget af høj marmor kvalitet, dekoreret med tusinde lamper på gyldne kupler, som vil kunne vække misundelse i selve Rom. Alt dette giver jeg til flammerne uden at efterlade fjenden noget, som den kan bruge mod os."
Brandene hærgede i to dage. Med undtagelse af massive stenbygninger blev byen fuldstændigt ødelagt, og dette mærkedes i lang tid derefter. Helt op til det 19. århundrede kunne byen ikke gendanne den skønhed, som mange rejsende havde skrevet om. Amy Bue, en fransk geolog, som rejste igennem Makedonien, skrev, at Skopje havde 10.000 indbyggere. I 1836-1837 åbnede den første offentlige slaviske (bulgarske) skole i Skopje. Det samme år, ifølge Amy Bue, havde byen tre skoler, hvor man lærte geografi, historie og filosofi. I den anden del af det 19. århundrede blev byen et vigtigt trafikcenter og  indbyggertallet fordobledes. Da Napoleon var på vej hjem fra Mellemøsten, passerede han gennem Skopje. Mange handlende med deres endeløse karavaner lastet med værdifulde varer fandt vej igennem byen.

### 1872-1913: National rivalisering om Skopje
I 1872 blev Skopjes ærkebiskopat endeligt adskilt fra patriarkatet i Istanbul som autokefal kirke. Dog blev blev en gryende makedonske selvstændighed udfordret af Stor-Bulgariens ønske om territoriale udvidelser i Makedonien, som stadigvæk udgjorde størstedelen af Osmannerrigets europæiske besiddelser. Osmannerriget var imidlertid inde i en svækkelse og omtales i beskrivelser af Europa i slutningen af 1800-tallet som Europas syge mand. I de følgende årtier steg interessen for indflydelse og senere territorial indlemmelse af området også fra to andre unge Balkan-stater, Serbien og Grækenland, som begge oprettede skoler efter bulgarsk model i Makedonien, ja, enkelte steder var der også rumænske skoler for det aromunsktalende vlakkiske mindretal.
Et nyt kapitel i byens historie blev konstruktionen af (Saloniki)-Skopje jernbanen i 1873. Efter dette blev byen en moderne jernbaneby og færdselscentrum. 
I tiden da VMRO (Vnatrešna Makedonska Revolucionarna Organizacija – Den Indre Makedonske Revolutionære Organisation) var aktiv i Skopje-området, blev der  efter den store Vinica-skandale arresteret 528 personer i Skopje.
Skopje var en by i Osmanniske Rige by gennem fem århundreder fra 1392-1912. De to Balkankrige (1912-1913) satte en ende på den osmanniske/tyrkiske dominans, uden dog at bringe fred til byen, Makedonien eller makedonerne. I løbet af sommeren 1912 indtog albanske oprørere Skopje, noget, som bidrog til udbruddet af 1. Balkankrig. Den 13. oktober 1912 blev byen indtaget den  serbiske hær med den serbiske konge Aleksandar Karadjordjvić i spidsen. Makedonien, som var den største provins i det Osmanniske Rige, blev med aftalen i Bukarest i 1913 efter 2. Balkankrig delt mellem Grækenland, Bulgarien og Serbien, mens en lille del gaves til Albanien. Sammen med Skopje forblev hele området langs Vardars floddal, i balkansk historiografi også kaldet Vardarmakedonien (Vardarska Makedonija), under serbisk dominans.

### 1914-1944: Provinshovedstad i Sydserbien
Under 1. verdenskrig (1914-1918) blev Skopje besat af bulgarerne, tyskerne og østrig-ungarerne, og terroren mod befolkningen voksede. Ifølge Versailles-fredstraktaten i 1919 blev Vardar-Makedonien del af det nyoprettede "Kongeriget af Serber, Kroater og Slovener", kendt som Kongeriget Jugoslavien, som eksisterede frem til 1941. Mellem de to verdenskrige voksede byen på begge sider af Vardar-floden. Området fra stenbroen til banegården blev centralt, og der blev bygget hoteller, restauranter, mm. Byen blev til hovedsæde i det sydlige "Kongeriget Jugoslavien, Vardarska Banovina", også kaldet "Sydserbien", som omfattede den serbiske del af Makedonien, dele af Kosovo og af det sydøstlige Serbien.
Mens Skopje var hovedby i Sydserbien, blev byen et af 2. verdenskrigs (1941-1945) første ofre og blev bombet af fascistiske fly den 6. april 1941. Bombardementet resulterede i, at 600 mennesker blev dræbt, og over 1.000 blev såret. Den næste dag, den 7. april 1941, marcherede tyske styrker  ind i byen fulgt af bulgarske styrker. Nazi-Tyskland havde lovet Bulgarien besiddelser i allieret territorium, herunder Makedonien, som belønning for bulgarsk krigsdeltagelse på værnemagtens side. De bulgarske styrker havde til opgave at bulgarisere befolkningen efter næsten tre årtiers serbisk påvirkning. Ønsket om frihed hos lokalbefolkningen var dog så stærk1, at der den 11. oktober 1941 udbrød opstand, som startede først i Prilep og derefter i Kumanovo. Den første partisanenhed blev dannet straks efter okkupationen, og angrebene på besættelsesmagten blev organiseret i Skopje.
Den 11. marts 1943 blev der deporteret 7200 jøder til Treblinka-lejren fra Skopje.

### 1944: Efterkrigstid
I det sidste forår af den 2. verdenskrig kom der endelig fred til Skopje. 
Straks efter befrielsen blev afholdtes Den anden antifascistiske Kongres i den befriede by, og Skopje blev hovedstad i den makedonske delstat af Den Føderative Folkerepublik Jugoslavien.
Den 26. juli 1963 kl. 05:17 blev byen jævnet med jorden ved et kraftigt jordskælv på 6,1 efter Richterskalaen (9 efter Mercalliskalaen). 2487 mennesker mistede livet (1070 mennesker blev fundet i ruinerne og 1417 mennesker blev meldt som savnede) og over 4000 blev sårede. Over 80 % af bygningerne i byen lå i ruiner, og over 20.000 mennesker blev hjemløse.
Genopbygningen, der foregik som internationalt projekt med hjælpearbejdere fra det meste af verden, bidrog stærkt til at forvandle Skopjes arkitektur fra en mindre provinsby af overvejende tyrkisk fremtoning i tiden før jordskælvet til en moderne storby af europæisk tilsnit.
At det blev Skopje og ikke andre byer som Bitola og Ohrid, der vandt værdigheden som (provins-)hovedstad i Vardarmakedonien, også efter Makedoniens selvstændighed 1991, må dels tilskrives kontinuitet siden mellemkrigstiden under serbisk dominans 1918-1941, hvor Bitola, der tidligere havde været osmanniske hovedby i området, måtte vige pladsen, dels Skopjes favorable placering i vej- og jernbanenettet på halvøen, dels den større slette, som omgiver byen og som letter urban vækst; Bitola og Ohrid ligger i højere grad "klemt inde" mellem bjergene. 